# تيتو هورفورد
تيتو هورفورد مواليد 19 يناير 1966، هو لاعب كرة سلة دومينيكي سابق. بدأ مسيرته الاحترافية في سنة 1988. تم اختياره من قبل فريق ميلووكي باكز خلال الدرافت. يبلغ طوله 7 قدم 1 بوصة (2.2 م). اعتزل اللعب في 1994.

## روابط خارجية
- تيتو هورفورد على موقع إن بي أي (الإنجليزية)
- تيتو هورفورد على موقع سبورتس رفرنس (الإنجليزية)
- تيتو هورفورد على موقع كرة السلة الأوروبية.كوم (الإنجليزية)
- تيتو هورفورد على موقع كلية كرة السلة في سبورتس رفرنس.كوم (الإنجليزية)
- تيتو هورفورد على موقع ريلجم (الإنجليزية)
- تيتو هورفورد على موقع بروبوليرز (الإنجليزية)